# K.G. Hansen & Sønner
K.G. Hansen & Sønner A/S er en dansk entreprenørvirksomhed med hovedkvarter i Grindsted og en afdeling i Aarhus. Virksomheden satser primært på nybyggeri og renoveringer med en stor egenproduktion indenfor beton- og murerarbejde. K.G. Hansen blev etableret af Karl Georg Hansen i 1910. Det nuværende aktieselskab blev etableret i 2006 og ejes af KG Fonden. De har ca. 200 ansatte. Årsomsætningen var i 2023 på 1,2 mia. kroner.